# Magnolia Springs
Magnolia Springs ist eine Stadt des Baldwin County im US-amerikanischen Bundesstaat Alabama. Das U.S. Census Bureau hat bei der Volkszählung 2020 eine Einwohnerzahl von 811 ermittelt. 

## Geographie
Magnolia Springs liegt auf 30°23'50" nördlicher Breite und 87°46'34" westlicher Länge und wird vom Magnolia River durchflossen, vor dessen Zufluss in die Weeks Bay und vor deren Erweiterung in die Bon Secour Bay, die in den Golf von Mexiko mündet. Foley ist fünf Kilometer in östlicher Richtung entfernt. Mobile liegt 40 Kilometer entfernt im Nordwesten, Pensacola 50 Kilometer entfernt im Osten.

## Geschichtliches

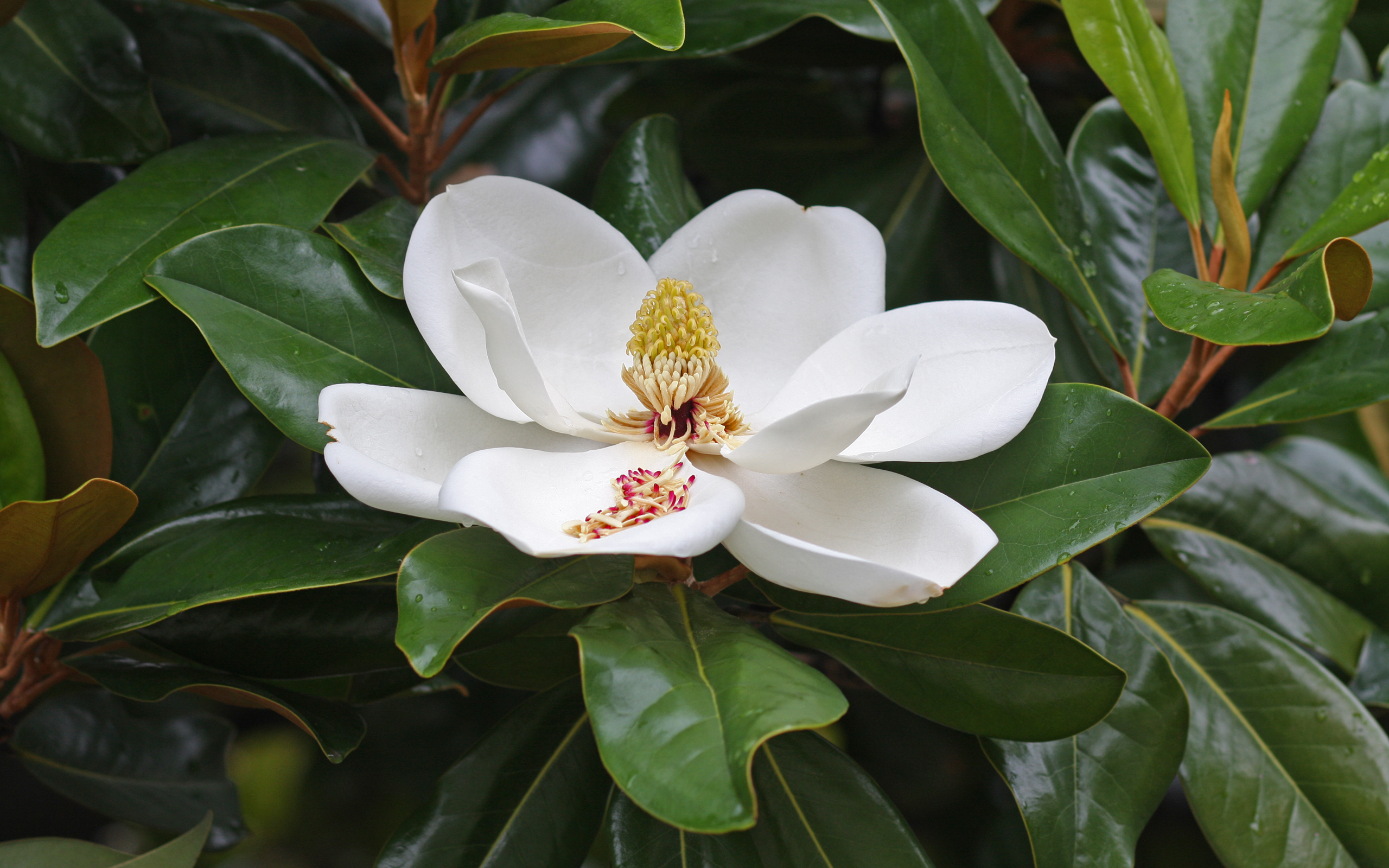
Magnolienblüte,
Southern Magnolia (Magnolia grandiflora)

Anfang der 1800er Jahre ließen sich spanische Siedler im Rahmen einer staatlichen Landzuteilung in der Gegend nieder. Nach Ende des Amerikanischen Bürgerkriegs zog der Ort neue Bewohner an. Der Name der Stadt, der ursprünglich Magnolia Springs Plantation lautete, war eine Kombination aus zwei lokalen Besonderheiten, den nie versiegenden Quellen (“Springs”) und den zahlreichen Magnolienbäumen, die viele Straßen säumten. Mittelpunkt des Ortes war der Magnolia River, auf dem auch die Post transportiert wurde. Schon bald entwickelte sich eine Industrie zur Herstellung von Terpentin, die Bewohner aus anderen Bundesstaaten anzog. 1885 eröffnete die erste Filiale des United States Postal Service. Die seit 1971 nicht mehr in Betrieb befindliche Bahnstation von Foley wurde nach Magnolia Springs umquartiert und als Warenlager verwendet. 1991 kehrte sie jedoch als Geschenk nach Foley zurück, wurde renoviert und dient dort heute als Museum. Im Jahr 2006 erhielt der Ort eine selbständige Gemeindeverwaltung. Neuerdings entwickelt sich auch eine Tourismusindustrie, und Magnolia Springs stellt das Wasser aus den Quellen in den Mittelpunkt und wirbt mit dem Slogan „die reinsten Quellen der Welt“ zu besitzen.

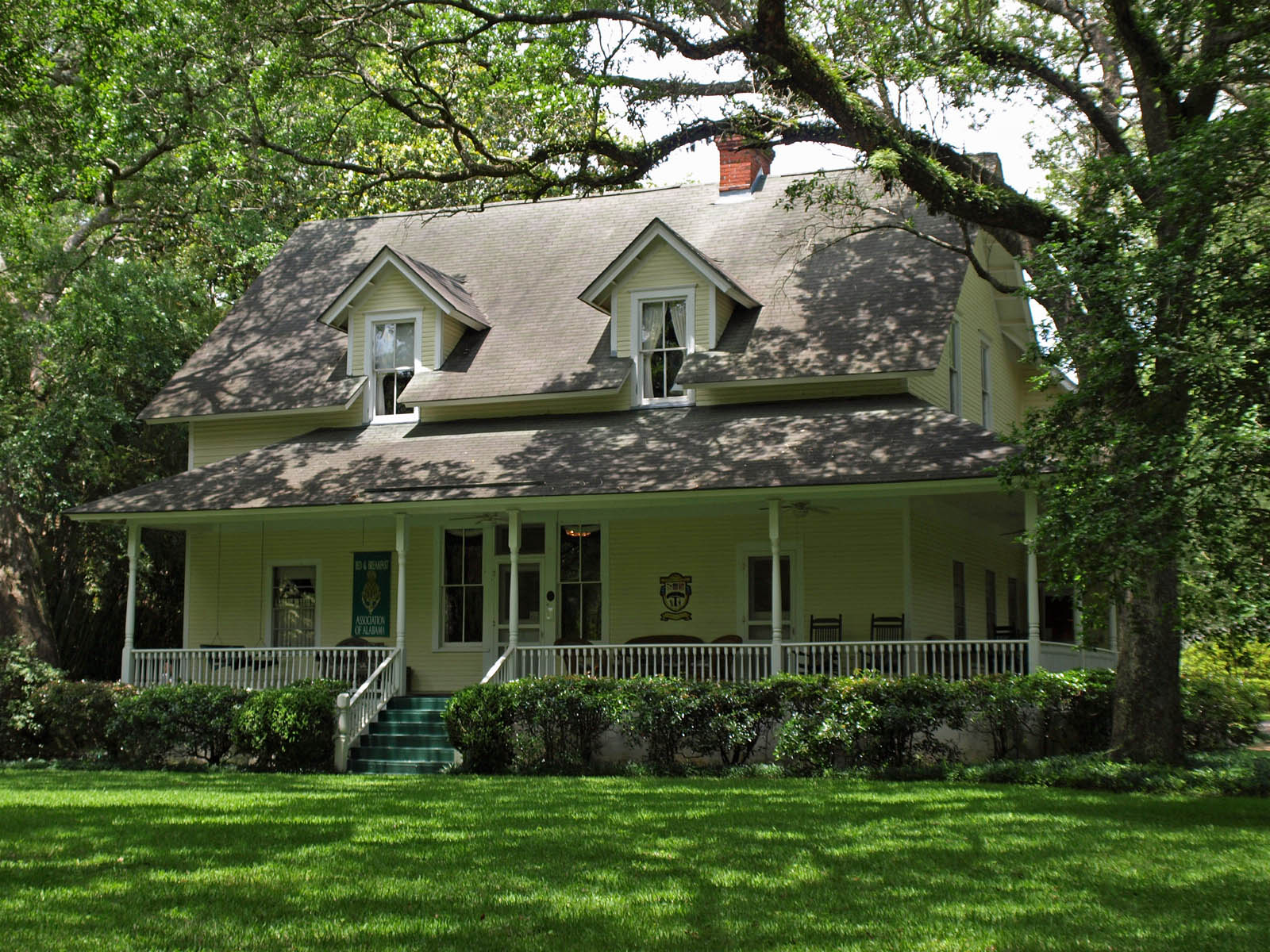
Das Sunnyside Hotel im Magnolia Springs Historic District. Dieser Historic District ist seit Januar 2012 im NRHP eingetragen.

Sechs Bauwerke und Stätten in Magnolia Springs sind im National Register of Historic Places (NRHP) eingetragen (Stand 30. Juni 2019), darunter der Magnolia Springs Historic District.

## Demografische Daten
Im Jahre 2011 wurde eine Einwohnerzahl von 860 Personen mit einem Durchschnittsalter von 46,4 Jahren ermittelt.